# モンタッレグロ
モンタッレグロ（イタリア語: Montallegro）は、イタリア共和国シチリア自治州アグリジェント県にある、人口約2,500人の基礎自治体（コムーネ）。

## 地理

### 位置・広がり

#### 隣接コムーネ
隣接するコムーネは以下の通り。
- アグリジェント
- カットーリカ・エラクレーア
- シクリアーナ